# Distrito de Maguncia-Bingen
El distrito de Maguncia-Bingen es uno de los veinticuatro distritos del estado alemán de Renania-Palatinado. Está ubicado en la zona centro-este del estado, a la orilla izquierda del río Rin que lo separa del estado de Hesse, y también al oeste de Maguncia, la capital del estado.
Tiene una población a finales de 2016 de 209 184 habitantes, una densidad poblacional de 340 hab/km² y una superficie de 605 km². Su capital es la ciudad de Ingelheim.